# Vilches
Vilches là một đô thị tại tỉnh Jaén ở phía tây của cộng đồng tự trị Andalusia, phía nam Tây Ban Nha. Đô thị này có diện tích là 274 ki-lô-mét vuông, dân số năm 2009 là 4938 người với mật độ 18,02 người/km². Đô thị này có cự ly 80 km so với Jaén.